# Antonias verden
Antonias verden (originaltitel: Antonia) er en nederlandsk feministisk film fra 1995, skrevet og instrueret af Marleen Gorris. Filmen, der beskrives som et "feministisk eventyr", fortæller historien om den uafhængige Antonia (spillet af Willeke van Ammelrooy), der efter at være vendt tilbage til den anonyme hollandske landsby, hvor hun er født, etablerer og plejer en tæt forbundet matriarkalsk samfund. Filmen dækker en bred vifte af emner med temaer, der spænder fra død og religion til sex, intimitet, lesbianisme, venskab og kærlighed.
Antonias verden blev lavet efter flere udfordringer med at finde lokationer og finansiering i 1980'erne og 1990'erne. Filmen høstede fine anmeldelser og modtog adskillige priser, herunder vandt en Oscar for bedste fremmedsprogede film ved den 68. Oscar-uddeling.